# Fortuna
 For alternative betydninger, se Fortuna (flertydig). (Se også artikler, som begynder med Fortuna)
Fortuna (ækvivalent til den græske gudinde Tyche) er i romersk mytologi personificeringen af held. Hun vises nogle gange med slør og bind, som moderne versioner af retfærdighed og udviklede sig til at repræsentere livets skrøbelighed. 